# Anakronic Electro Orkestra
Anakronic Electro Orkestra est un groupe français qui fusionne la musique klezmer traditionnelle avec des sonorités électroniques modernes. Basé à Toulouse, le groupe est reconnu pour son approche innovante mêlant jazz, hip-hop et musique électronique.

## Biographie
Fondé en 2007 par Mikaël Charry (composition et machines) et Ludovic Kierasinski (réalisation et basse), Anakronic Electro Orkestra rassemble depuis ses débuts de nombreux musiciens aux influences variées.

## Style musical
Leur musique combine des instruments acoustiques traditionnels, tels que la clarinette klezmer ou l'accordéon, avec des éléments électroniques comme des samples, des beats et des effets sonores. Cette fusion offre une réinterprétation moderne du klezmer, genre musical issu de la tradition juive d'Europe de l'Est.

## Collaborations
En 2016, le groupe collabore avec le clarinettiste américain David Krakauer sur l'album Anakronic / Krakauer, mélangeant hip-hop et klezmer électronique. Cette collaboration marque un tournant dans leur carrière, élargissant leur audience internationale. On peut également citer dans les musiciens avec qui ils ont collaboré entre autres : Marc Ribot sur le titre Sound Level de l'album Spoken Machine, Catherine Ringer en live pour un titre inédit sur France Musique en 2015, lors de l'émission spéciale David Krakauer et son All-Star , ou encore Vincent Peirani sur les titres East River Angel et Human Tribe de l'album Anakronic / Krakauer .

## Récompenses et distinctions
Le groupe a reçu des éloges de la critique pour son innovation musicale, en recevant notamment la note maximale sur Télérama pour l'album Noise in Sepher.